# Distretto di Na Chueak
Il distretto di Na Chueak (in thailandese: นาเชือก) è un distretto (amphoe) della Thailandia, situato nella provincia di Maha Sarakham.